# Szpital Miejski Specjalistyczny im. Stefana Żeromskiego w Krakowie
Szpital Miejski Specjalistyczny im. Stefana Żeromskiego – szpital w Krakowie, w dzielnicy XVIII, zlokalizowany na os. Na Skarpie 66.

## Historia
Budowę szpitala rozpoczęto w 1951 roku i była to wówczas jedna z pierwszych szpitalnych inwestycji powojennych w Polsce. W 1954 roku został uroczyście otwarty. Zaprojektowany został przez Tadeusza Ptaszyckiego, głównego projektanta Nowej Huty.

W 1999 roku Szpital im. Stefana Żeromskiego stał się szpitalem miejskim, a odpowiedzialność za jego działalność przejęło miasto. Szpital jest jednym z największych szpitali działających na terenie Polski.
W roku 2013 w szpitalu przyjęto ponad 136 tys. pacjentów, a sam szpital w tamtym czasie miał w wyposażeniu 599 łóżek szpitalnych.
1 stycznia 2025 roku Sebastian Idzik objął funkcję pełniącego obowiązki dyrektora szpitala na okres sześciu miesięcy, po których wybrany zostanie nowy dyrektor w drodze konkursu.

## Lista oddziałów szpitalnych[5]
- Szpitalny Oddział Ratunkowy
- Oddział Chorób Wewnętrznych
- II Oddział Chorób Wewnętrznych i Kardiologii z Odcinkiem Intensywnego Nadzoru Kardiologicznego
- Oddział Anestezjologii i Intensywnej Terapii
- Oddział Chirurgii Dzieci
- Oddział Chirurgii Ogólnej, Onkologicznej i Małoinwazyjnej
- Oddział Chirurgii Ortopedyczno-Urazowej
- Oddział Chorób Infekcyjnych i Pediatrii
- Oddział Dermatologiczny z Pododdziałem Dziecięcym
- Oddział Ginekologiczno-Położniczy
- Oddział Noworodków
- Oddział Neurologiczny z Pododdziałem Leczenia Udarów Mózgu
- Oddział Obserwacyjno-Zakaźny
- Oddział Urologiczny
- Oddział Pediatryczny
- Oddział Okulistyczny z Pododdziałem Dziecięcym
- Oddział Otolaryngologiczny z Pododdziałem Dziecięcym
- Blok Operacyjny

stan na 6 IX 2024 r.

## Lista poradni[6]
- Poradnia Anestezjologiczna
- Poradnia Dermatologiczna
- Poradnia Alergologiczna
- Poradnia Dermatologiczna Dzieci
- Poradnia Okulistyczna
- Poradnia Otolaryngologiczna
- Poradnia Chorób Zakaźnych Dzieci
- Poradnia Chorób Zakaźnych
- Poradnia Ginekologiczno-Położnicza i Onkologii Ginekologicznej
- Poradnia Chirurgii Ogólnej
- Poradnia Chirurgii Ortopedyczno-Urazowej
- Poradnia Chirurgii Dzieci
- Poradnia Nefrologiczna Dzieci
- Poradnia Urologiczna
- Poradnia Neurologiczna
- Poradnia Proktologiczna
- Poradnia Medycyny Pracy
- Poradnie Pielęgniarskie

stan na 6 IX 2024 r.